# Robert Ruhlmann
Pour les articles homonymes, voir Ruhlmann.
Robert Ruhlmann (né le 12 novembre 1920 et mort le 13 avril 1984) est un sinologue français.

## Biographie
Robert Ruhlmann fit des études à l'École normale supérieure de la rue d'Ulm et obtint son agrégation ès lettres avant de séjourner en Chine et de devenir professeur à l'École des langues orientales (devenue INALCO en 1971). Il fut également traducteur. Il maîtrisait l'ensemble des sinogrammes connus. Il a travaillé notamment sur l'Histoire des Trois Royaumes, son sujet de thèse de doctorat d'État. Sa nomination au milieu des années 1970 comme faisant fonction d'inspecteur général pour le chinois dans l'enseignement secondaire a marqué le commencement de la montée de cette langue comme discipline scolaire.
Alain Peyrefitte, qui était son camarade de l'École normale supérieure, l'avait consulté durant la rédaction de Quand la Chine s'éveillera, ce qui figurait en ces termes dans la première édition du livre : «... celui sans lequel ce livre n'aurait jamais existé ».

### Traductions
- Les Adieux à la favorite : tragédie chinoise ; traduction de Li Tche-houa et Robert Ruhlmann, Théâtre populaire, 1955
- La Vengeance du pêcheur, pièce jouée par l'ensemble de théâtre et de danse de la République populaire de Chine ; traduction de Li Tche-houa et Robert Ruhlmann, Imprimerie commerciale centrale, 1958